# Landesgrenzsteine Lippe (Bad Salzuflen)

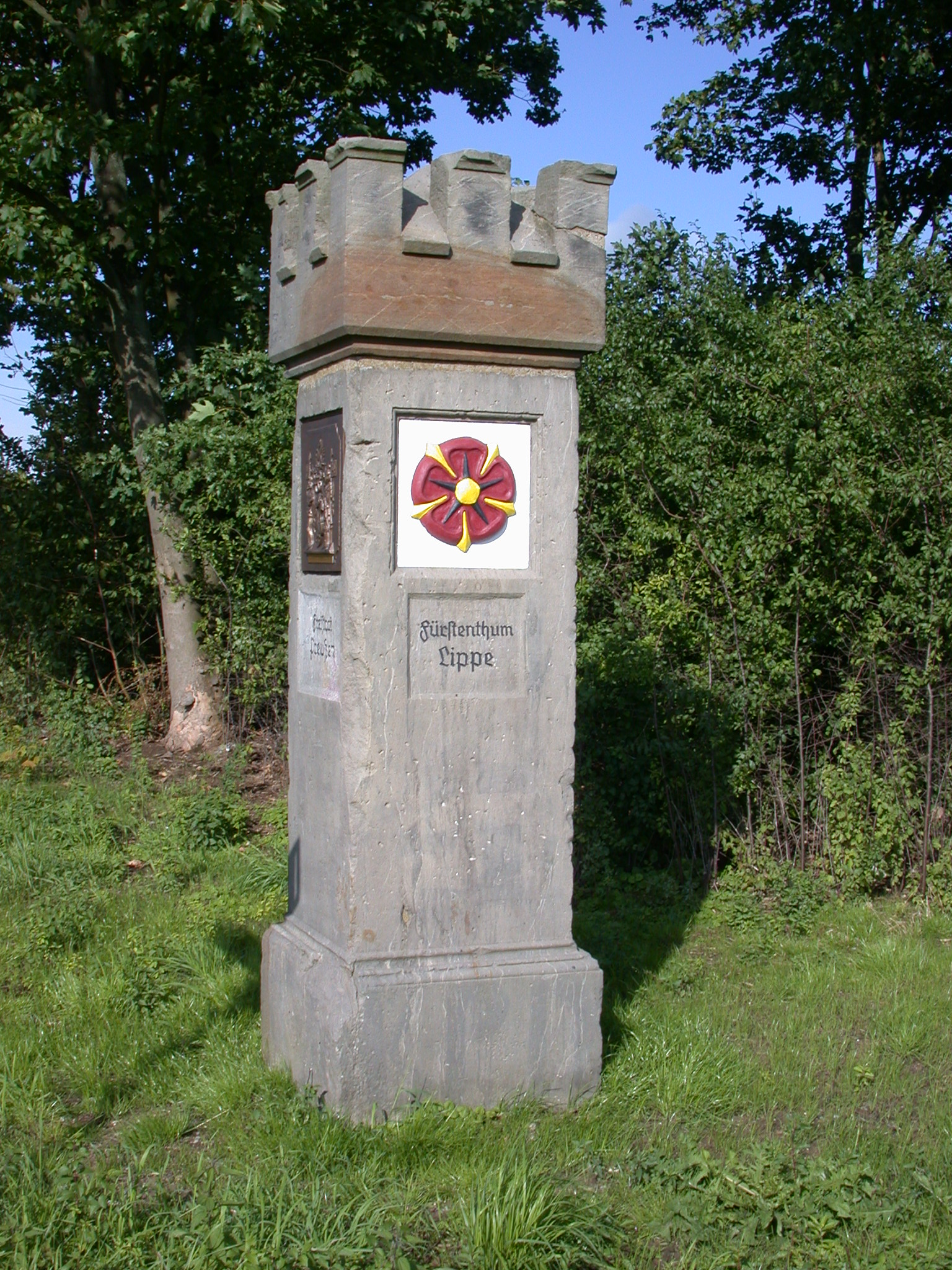
Grenzstein bei Pehlen

Die rund 50 Landesgrenzsteine sind in die Denkmallisten der nordrhein-westfälischen Städte Bad Salzuflen im Kreis Lippe sowie Herford und Vlotho im Kreis Herford in Deutschland eingetragene Baudenkmale.
Die Eintragung für Bad Salzuflen erfolgte am 4. September 1989, für Herford am 23. September 1987 bzw. 22. August 1989 und für Vlotho zwischen 1995 und 1992. Grundlage für die Aufnahme in die Denkmallisten ist das Denkmalschutzgesetz Nordrhein-Westfalens (DSchG NRW).

## Lage
Die Grenzsteine stehen entlang der ehemaligen Grenze des Fürstent(h)ums Lippe zum Freistaat Preußen bzw. der Grafschaft Ravensberg.

## Geschichte
Graf Simon V. und Herzog Johann von Jülich-Kleve-Berg schlossen am 2. August 1536 einen Schnatvertrag (niederdeutsch Schnat = Grenze) zur Beendigung der jahrzehntelangen Streitigkeiten.
Darin heißt es unter anderem

„[in der] Beylage A [vom] zweiten Tag des Monaths Augusti 1536 (…) daß die Landscheidung und Schnaden zwischen gemelten unserm Ambte Vlotho und Grafschaft Lippe nun vorthan zu den Ewigen Tagen seyen und gehalten werden soll, wir nachfolget, nemblich von dem Knicke (L. Gr. St. Nr. 78) oder Landwehr, an die boven Wolferdesbruch unter dem Overnberge hergehet zwischen dem Stuellberge und Overnberge, dem einen Grund oder Siek von der Landwehr uff, und den anderen Grund oder Siek nedderen alles langes der von Soltuffeln Holtz, und die alte Schnade der von Querrnheimb biß an dem schwartzen Teich und fort von dem Damme unter dem Stuelenberge her, durch die Sähligen Worden biß in die Vinnenbecke (L. Gr. St. Nr. 61) wie wir daselbst augenscheinlich Schnade und Zeichen gehauen und gestalt seyn, und die Vinnebecke bieder biß in die Solte.
Die Solte uff, biß in die Glimbrecke (L. Gr. St. Nr. 59), die Glimbreck uff, biß an Johann Kärstingerhoff, für dem Hoffe her biß an die Landstraße uff, die von Soltuffeln durch das Sonderfeld nach Vlotho gehet, biß an das Schalkshecke (L. Gr. St. Nr. 54), vor die Soltenberge und dann dem Graven achter dem Schalkshecke.
Die rechte Handt vor Althoffs Hoffe hergehet, biß an de Schuckmannß Hoffe (L. Gr. St. Nr. 50) biß an die Sustenbeck uff, biß boven Lüdecken Schweins Hoffe. (…)“

Damit war der Grenzverlauf gegen Ravensberg für Jahre geklärt, nur an der Strecke zwischen Westervinnen und Herford gab es um 1600 wieder Differenzen, die damals aber an Ort und Stelle friedlich beigelegt wurden. Dazu existiert noch eine anderthalb Meter breite Grenzkarte in Form einer Landschaft, in welcher die beteiligten Ratsherren, Beamten und Bauern die lebendige Staffage bilden:

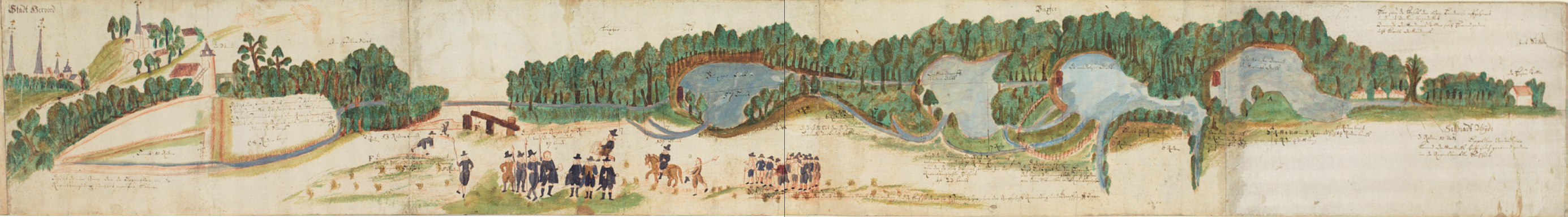
1600: Grenzziehung zwischen der Grafschaft Ravensberg und dem Fürstentum Lippe beim Büxter Teich.
Die Grenzbegehung zeigt von links nach rechts in Nord-Süd-Richtung Landmesser mit Maßketten, den Zeichner mit seinen Utensilien, bewaffnete, zum Teil berittene Herforder Ratsherren mit Schriftstücken, fünf Spießträger als Schutzwachen und rechts davon – in respektvoller Entfernung – eine Reihe ortskundiger Bauern, die über den Grenzverlauf befragt werden sollten. – Für die Landesgrenze, die Lippe (Amt Schötmar) im Osten (oben) von Ravensberg im Westen (unten) trennt, steht der abschließbare Schlagbaum auf ravensbergischer Hoheit. Ebenso erstreckt sich in einer gewissen Länge ein neu ausgehobener Grenzgraben.

1810 wurde eine Abgrenzung durch Wall und Graben angelegt; 40 Jahre später war diese großteils schon wieder verschwunden.

„Bekanntmachung. Es sind zum öftern Beschwerden über Verrückung oder Beschädigung der Landesgränzsteine geführt. Da diese leicht eine Verdunkelung der Landesgränze zur Folge haben können, so werden die Obrigkeiten angewiesen, die Unterthanen, welche Grundstücke an der Landesgränze besitzen, auf das Strafbare einer solchen Handlung, mit Hinweisung auf den §. 134 des Criminal=Gesetzbuches, aufmerksam zu machen und sie aufzufordern, stets ein wachsames Auge auf die Erhaltung der Landesgränzzeichen zu richten und jede an denselben vorgefallene Beschädigung zur Anzeige zu bringen.
Detmold, den 24ten November 1846.  /  Fürstlich Lippische Regierung. W. A. Eschenburg.“

Der Abschnitt des Waldbezirks Hollenhagen nach Exter wurde 1851 von Förster Ludwig Deppe versteint: 30 neue Grenzsteine wurden von ihm auf einen jeweiligen Untergrund aus Steinkohleschlacke gesetzt.

„Schötmar. In Gemäßigkeit des von Fürstlicher Forstdirection dem hiesigen Amte ertheilten Auftrags ist zur gerichtlichen Anerkennung der vor zwei Jahren geschehenen neuen Versteinung des so gen. kleinen Schötmarschen Geheges, resp. der damals vorgenommenen Grenzberichtigung, Seitens der Eigenthümer der angrenzenden Jagdreviere, ein Localtermin auf Mittwochen den 20. d. M. und Donnerstag den 21. d. M., Nachmittags zwei Uhr, angesetzt worden; und soll mit diesem Geschäfte am ersten Tage bei dem Steine Nr. 1 an der Landesgrenze bei der Oellenbrede, rechts von der Salze, am zweiten Tage aber an dem Steine Nr. 18 unten im Forstorte Pobbensiek, zwischen Uflen und Steinbeck, links von der Salze, begonnen werden. Alle Diejenigen, welche hierbei irgend ein Interesse haben, werden daher zu den obigen Terminen unter dem Rechtsnachtheile, daß sie mit etwaigen Erinnerungen gegen die vorgedachte Grenzversteinung später nicht mehr gehört werden sollen, hierdurch öffentlich vorgeladen.
Schötmar den 4. Juni 1860.  /  Fürstlich Lippisches Amt das.  W. Caspari.“

### Wappen
Folgende Wappen sind auf den Grenzsteinen verwendet worden:

Lippische Rose vier- und fünfblättrig
Preußischer Adler
Ravensberger Sparren
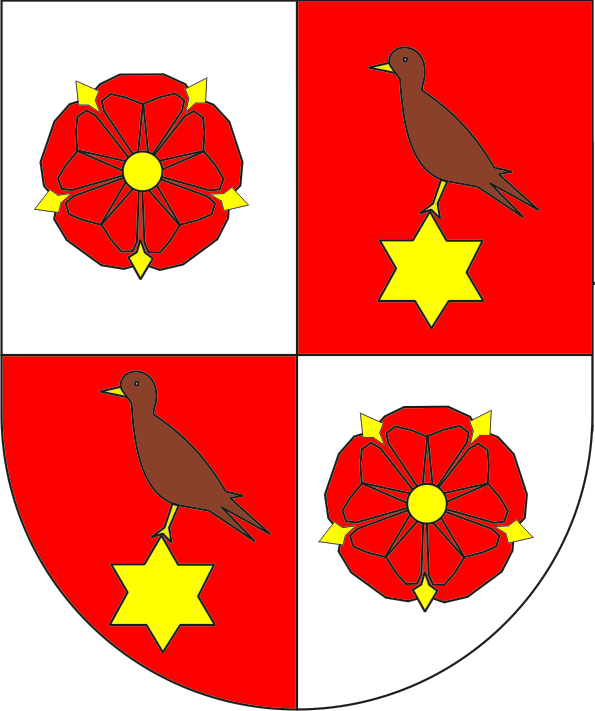
Lippe-Schwalenberg nur Stein 76

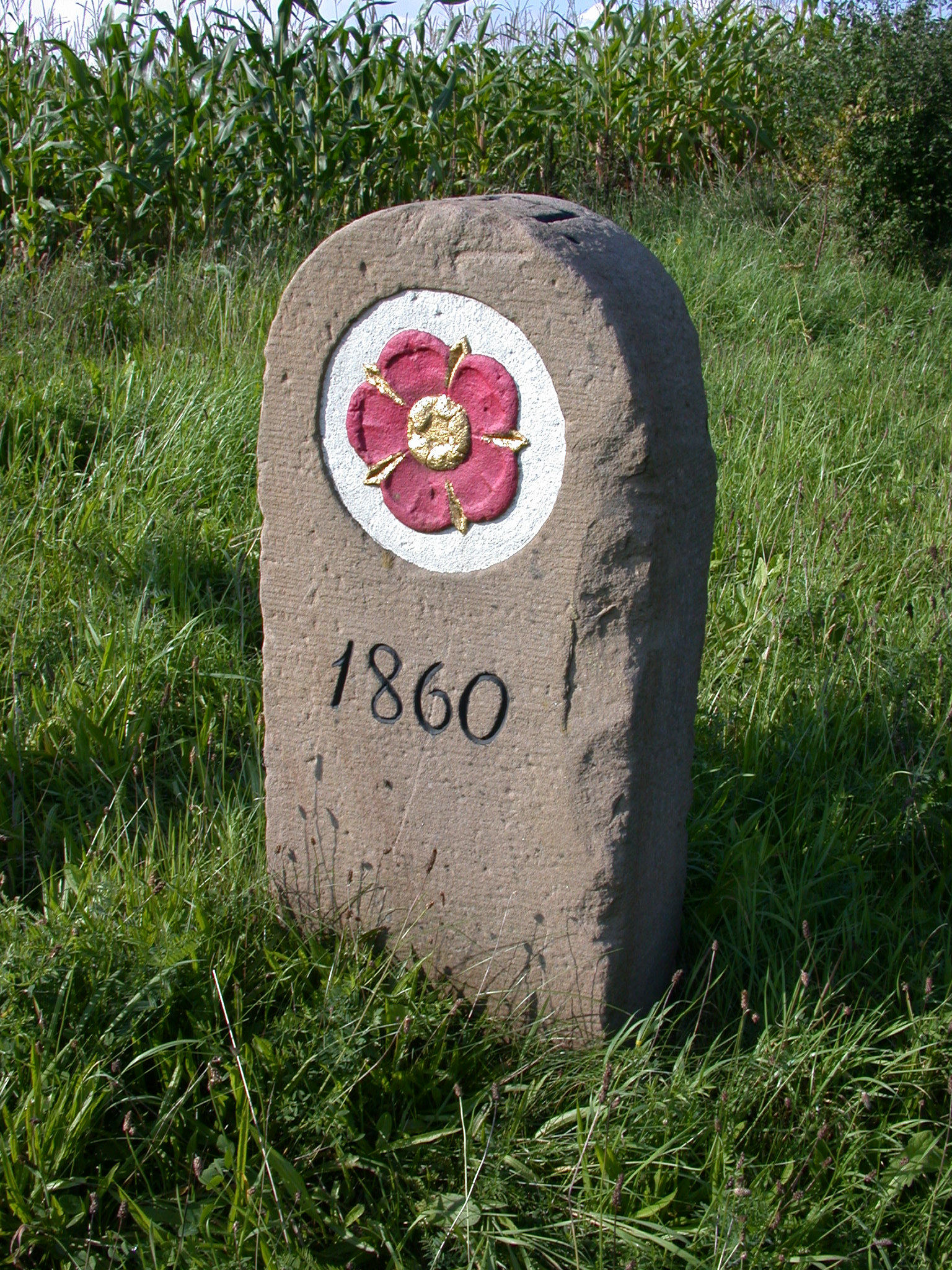
Stein Nr. 51
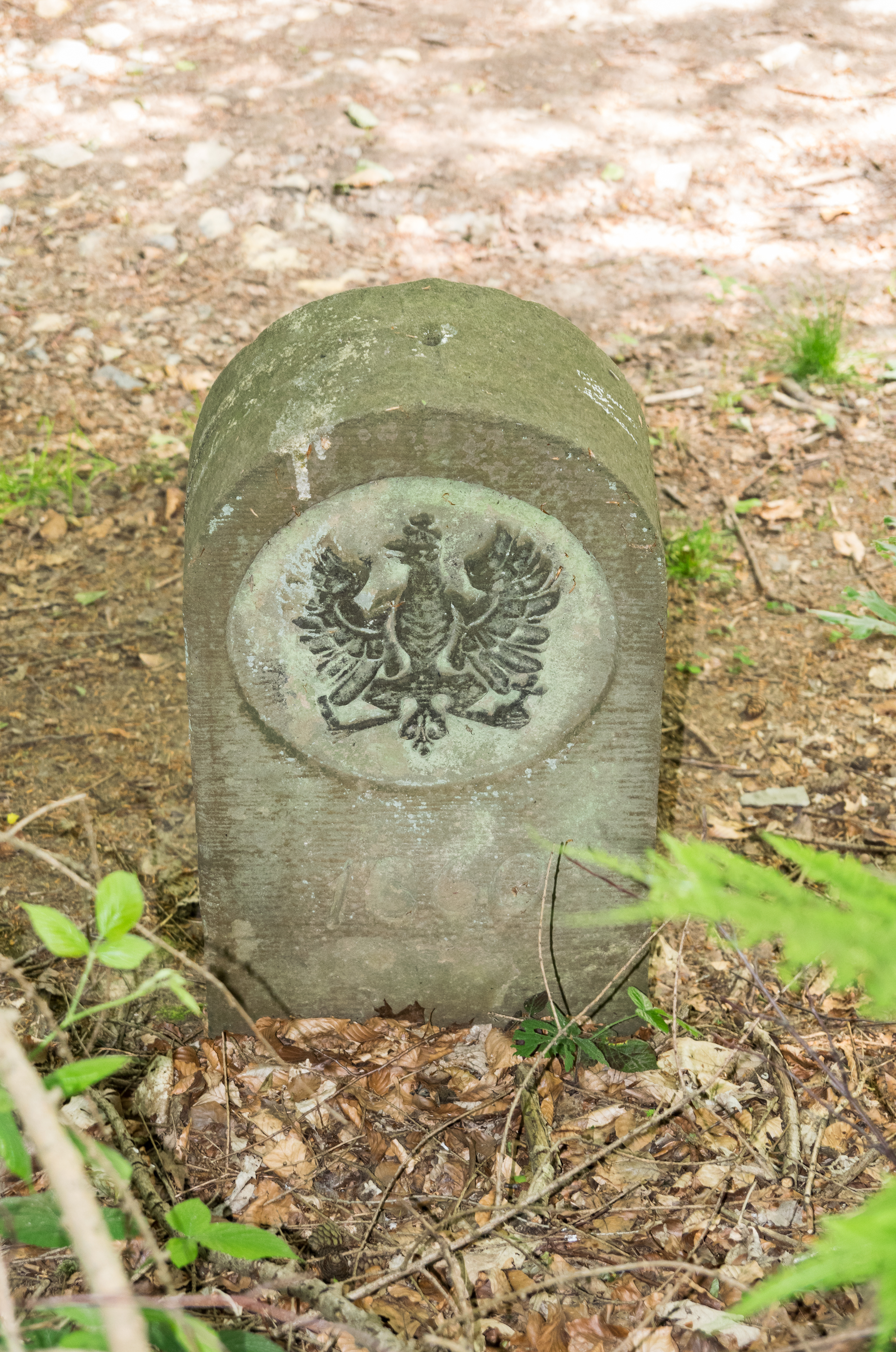
Stein Nr. 72
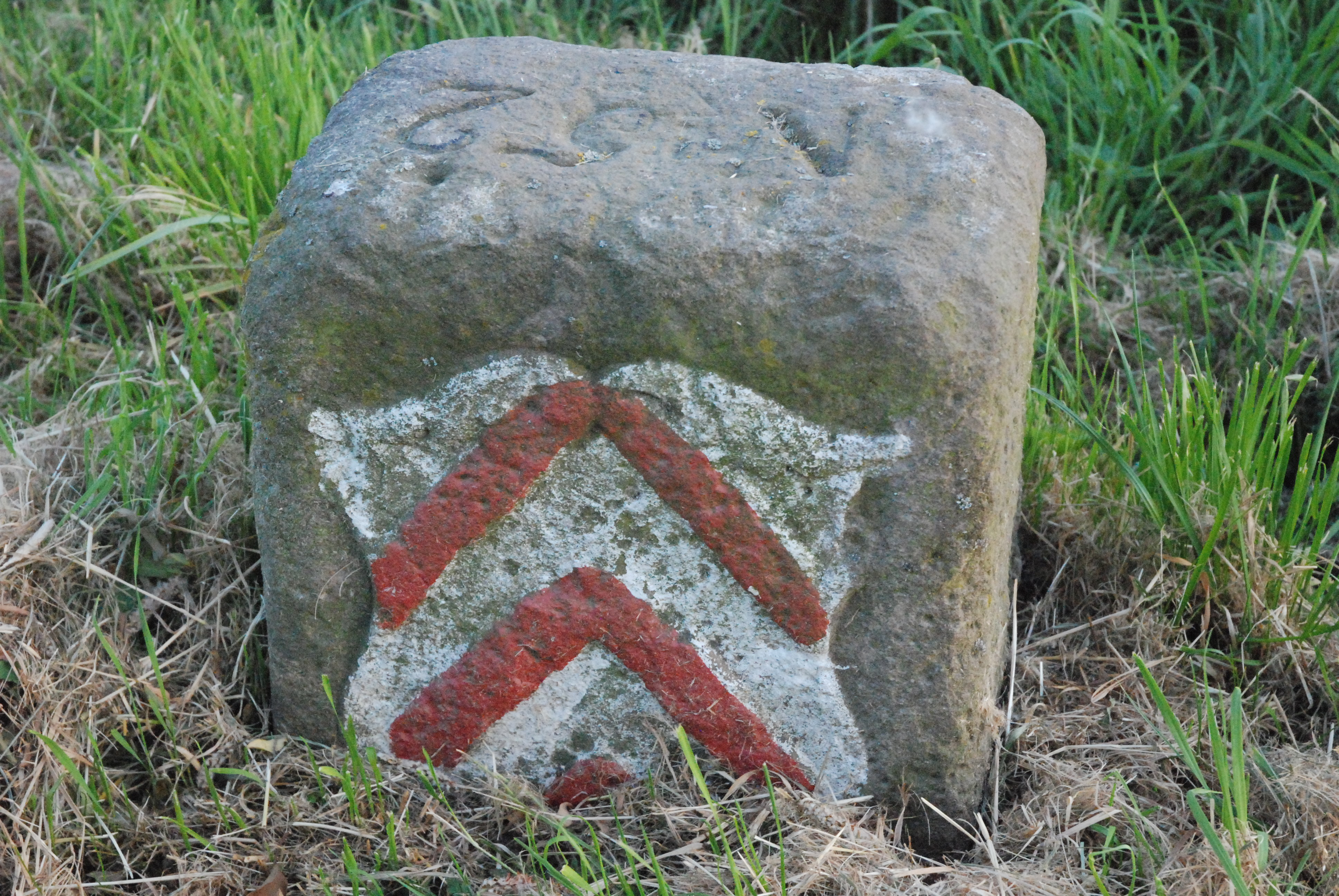
Stein Nr. 52
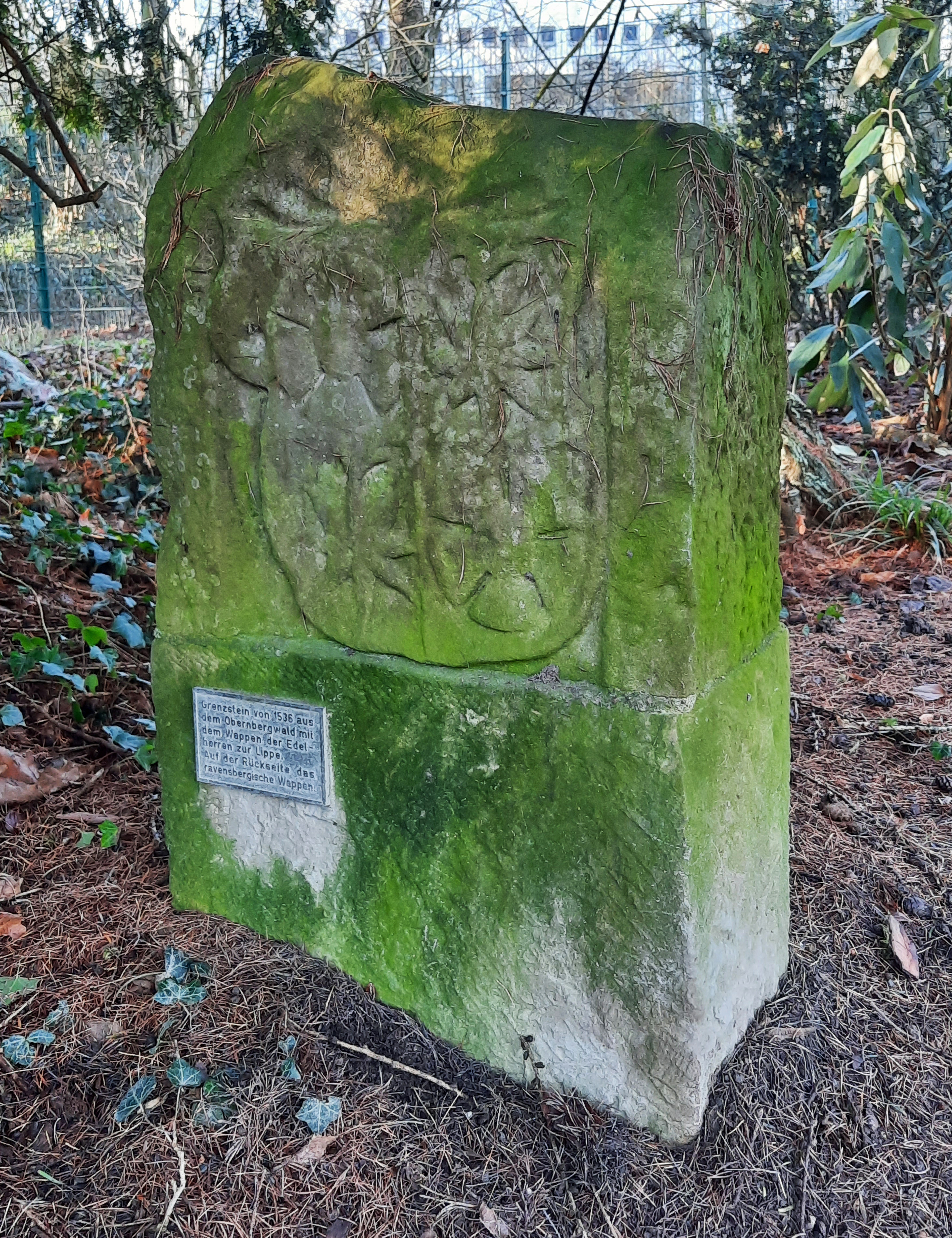
Stein Nr. 76

## Beschreibung
Sämtliche ehemaligen Landesgrenzsteine zwischen Preußen und Lippe sind von den Fachämtern Bad Salzuflen und Herford erfasst, teils dienen sie heute noch als verbindliche Grenzmarkierung zwischen den Kreisen Herford und Lippe.
Die Grenzsteine sind neben dem Denkmalschutzgesetz auch durch das „Gesetz über die Landesvermessung und das Liegenschaftskataster“ (Vermessungs- und Katastergesetz – VermKatG NRW) geschützt und stehen im Eigentum des Landes Nordrhein-Westfalen.

## Liste der Grenzsteine
Noch unvollständige Liste – Nummerierung von Ost nach West führend – der Grenzsteine. gemäß der Erfassungen im Mai, August und Oktober des Jahres 1993.
Erklärung
K: Koordinaten (Klick auf Symbol öffnet Karte); Form: RE = rechteckige Form, FK = flacher Kopf, GK = gewölbter Kopf; Abmessungen: alle Angaben Höhe × Breite × Tiefe in cm.
Steine mit in [0] gesetzten Nummern sind nicht mehr vorhanden.
| Nr.         | Foto | K                        | Lage | Form  | Abmessungen   | Inschrift/en   | Anmerkung/en                                                                   |
| GR040- 42A  |      | 52.104613 8.837977       | südlich Brommersiek / Tierheim Eichenhof                                                                                         | RE GK | 72 × 40 × 21  | 1860 –––       |                                                                                |
| GR040- 44   |      | 52.107785 8.830986       | südöstlich des Bad Salzufler Ortsteils Wüsten-Pehlen                                                                             | RE FK | 54 × 33 × 17  | 1536 –––       | Ende des Amtes Varenholz                                                       |
| /           |      | 52.114486 8.816657       | Großer Grenzstein bei Pehlen Kreuzung Gustav-Schalk-Straße/Pehlen/Vlothoer Straße (Bad Salzuflen) mit Salzufler Straße (Vlotho)  |       |               | –––            |                                                                                |
| GR040- 51   |      | 52.114524 8.816303       | Kleiner Grenzstein bei Pehlen Kreuzung Gustav-Schalk-Straße/Pehlen/Vlothoer Straße (Bad Salzuflen) mit Salzufler Straße (Vlotho) | RE GK | 90 × 41 × 18  | 1860 –––       |                                                                                |
| GR040- 52   |      | 52.116469 8.809831       | an der Gustav-Schalk-Straße | RE FK | 40 × 38 × 26  | –––            |                                                                                |
| GR040- 53   |      | 52.121444 8.812537       | nördlich der Gustav-Schalk-Straße, im „Schalcks Busch“, am Weg zum „Gedenkstein Hünengrab“                                       | RE FK | 67 × 34 × 25  | 1536 –––       | [ 10 ]                                                                         |
| GR040- 54   |      | 52.12665 8.808565        | Grenzstein beim Hof Kleinsiek/Sundern 5, früher Sunderschling                                                                    | RE FK | 40 × 38 × 21  | 1536 –––       | [ 11 ]                                                                         |
| GR040- 58   |      | 52.116147861111 8.792107 | Grenzstein nördlich der Hellerhauser Straße                                                                                      | RE FK |               | –––            |                                                                                |
| GR040- 58A  |      | 52.12068 8.78605         | Grenzstein südlich Haus Exter / Glimkestraße 30                                                                                  | RE GK | 56 × 44 × 24  | 1862 1900 –––  |                                                                                |
| GR040- 58B  |      | 52.12188 8.78034         | Grenzstein nördlich Hof Stucke im Salzetal                                                                                       | RE    | 93 × 43 × 22  | 1862 1900 –––  |                                                                                |
| GR040- 58C  |      | 52.12263 8.77956         | Grenzstein nordwestlich vom Hof Stucke im Salzetal                                                                               | GK    |               |                |                                                                                |
| GR040- 58D  |      | 52.12278 8.77781         | Grenzstein nordwestlich vom Hof Stucke im Salzetal an der Detmolder Straße                                                       |       |               | –––            |                                                                                |
| GR040- 58E  |      | 52.12122 8.77765         | Grenzstein westlich vom Hof Stucke im Salzetal an der Detmolder Straße                                                           | RE GK |               | –––            |                                                                                |
| GR040- 59   |      | 52.12087 8.77911         | Grenzstein südwestlich vom Hof Stucke im Salzetal                                                                                | RE GK |               |                | nicht mehr vorhanden                                                           |
| /           |      | 52.114558 8.76285        | Grenzmarkierung bei der Loose |       |               |                | [ 12 ]                                                                         |
| GR040- 60   |      | 52.119887 8.754421       | südlich Finnebachstraße | RE GK |               | 1536 –––       |                                                                                |
| GR040- 61   |      | 52.12166 8.74831         | am Wanderparkplatz Schnatweg | RE GK | 45 × 36 × 22  | –––            |                                                                                |
| GR040- 62   |      | 52.12109 8.74816         | südlich des Wanderparkplatzes Schnatweg                                                                                          |       |               |                |                                                                                |
| GR040- 63   |      | 52.1201 8.74561          | | RE FK | 56 × 24 × 19  | 1536 –––       |                                                                                |
| GR040- 64   |      | 52.11879 8.74369         | | RE FK | 70 × 40 × 34  | 1536 –––       |                                                                                |
| GR040- 65   |      | 52.11807 8.7422          | | RE FK | 46 × 36 × 43  | –––            |                                                                                |
| GR040- 66   |      | 52.11759 8.7402          | | RE GK | 70 × 58 × 21  | –––            |                                                                                |
| GR040- 67   |      | 52.11692 8.73917         | am Wendtweg | RE GK | 88 × 38 × 17  | №. 67 1860 ––– |                                                                                |
| GR040- 68   |      | 52.11599 8.73777         | an der östlichen Spur der Bundesautobahn 2                                                                                       | RE FK | 70 × 57 × 21  | –––            | nicht mehr vorhanden                                                           |
| GR040- 69   |      | 52.11528 8.73694         | an der westlichen Spur der Bundesautobahn 2                                                                                      |       | 66 × 36 × 16  | ANNO 1671 –––  | nicht mehr am Originalstandort: steht jetzt im Museum der Stadt Herford        |
| GR040- [70] |      | 52.11445 8.73594         | | RE GK | 52 × 40 × 13  | 1536           | nicht mehr vorhanden                                                           |
| GR040- 71   |      | 52.11294 8.73457         | nordwestlich der Bundesautobahn 2, am „Städtedreieck Vlotho-Herford-Bad Salzuflen“ und Weg zum Finnebachtal                      | RE FK | 30 × 22 × 26  | 1536 –––       |                                                                                |
| GR040- 72   |      | 52.11286 8.7346          | nordwestlich der Bundesautobahn 2, am „Städtedreieck Vlotho-Herford-Bad Salzuflen“ und Weg zum Finnebachtal                      | RE GK | 91 × 42 × 21  | №. 72 1860 ––– |                                                                                |
| GR040- 73   |      | 52.11067 8.73598         | südwestlich der Forststraße bei den Kellerteichen                                                                                | RE GK | 90 × 40 × 20  | 1860 –––       |                                                                                |
| GR040- 74   |      | 52.10842 8.72628         | | RE FK | 70 × 33 × 20  | 1536 –––       |                                                                                |
| GR040- 75   |      | 52.10819 8.72495         | am Steinsiekbach | RE GK | 118 × 40 × 17 | №. 75 1860 ––– |                                                                                |
| GR040- [76] |      | 52.10745 8.72376         | am Steinsiekbach | RE FK | 40 × 42 × 22  | 1536 –––       | nicht mehr am Originalstandort: steht jetzt im Bad Salzufler Landschaftsgarten |
| GR040- [77] |      | 52.10742 8.72337         | am Steinsiekbach/Wüstener Weg | RE GK |               | 1860 (?)       | nicht mehr vorhanden                                                           |
| GR040- 78   |      | 52.101931 8.728487       | nördlich Gröchteweg |       | 60 × 41 × 20  | 1536 –––       | [ 14 ]                                                                         |
| /           |      | 52.0934857 8.7181457     | Großer Grenzstein zwischen Bad Salzuflen und Herford Herforder Straße (Bad Salzuflen) / Salzufler Straße (Herford)               |       |               | –––            |                                                                                |
| GR039- 2    |      | 52.090608 8.716085       | in der Masch | RE GK | 55 × 40 × 8   | –––            |                                                                                |
| GR039- 5    |      | 52.090634 8.709465       | in der Masch | RE GK |               | 1800 –––       |                                                                                |
| GR039- 30   |      | 52.09187 8.69174         | im Bad Salzufler Ortsteil Ahmsen nördlich der Bundesstraße 239, Zum Sportplatz/Ahmser Straße                                     | RE GK | 58 × 40 × 18  | 1841           |                                                                                |
| GR039- 34   |      | 52.0893456 8.6837752     | im Bad Salzufler Ortsteil Biemsen-Ahmsen                                                                                         | RE GK |               | –––            |                                                                                |
| GR039- 34A  |      | 52.0894931 8.683736      | im Bad Salzufler Ortsteil Biemsen-Ahmsen                                                                                         | RE GK |               | –––            |                                                                                |
| GR039- 34B  |      | 52.0891781 8.6822784     | im Bad Salzufler Ortsteil Biemsen-Ahmsen                                                                                         | RE GK |               | –––            |                                                                                |
| GR039- 36   |      | 52.0872886 8.672954      | am Lockhauserbaum im Bad Salzufler Ortsteil Biemsen-Ahmsen                                                                       | RE GK |               | –––            |                                                                                |
| GR038- 3    |      | 52.0818279 8.6684678     | im Bad Salzufler Ortsteil Biemsen-Ahmsen                                                                                         | RE GK |               | –––            |                                                                                |
| GR038- 16   |      | 52.0659424 8.655882      | im Bad Salzufler Ortsteil Lockhausen                                                                                             | RE GK |               | –––            |                                                                                |